# Roncelin de Fos
Ronceline De Fos (fl. XIII secolo) è stato un templare francese.
Tra il 1248 e il 1250 fu Maestro dell'Ordine dei Templari di Provenza.
Dal 1251 e il 1253 divenne poi Maestro in Inghilterra per poi tornare come Maestro della Provenza nel 1260 al 1278.
È forse ritenuto responsabile delle influenze catare nell'Ordine Templare, per le quali, lo stesso Ordine, fu accusato di eresia e perseguitato.